# Ângulo de contato
O ângulo de contato, ângulo de molhamento ou ângulo de umectância se refere ao ângulo que forma a superfície de um líquido ao entrar em contacto com um sólido. O valor do ângulo de contato depende principalmente da relação que existe entre as forças adesivas entre o líquido e o sólido e as forças coesivas do líquido. Quando as forças adesivas com a superfície do sólido são muito grandes em relação às forças coesivas, o ângulo de contato é menor que 90 graus, tendo como resultado que o líquido molha a superfície.

A gota A estaria sobre uma superfície hidrófoba enquanto que a gota C estaria sobre uma superfície hidrófila.